# منتخب فرنسا لكرة القدم للسيدات
منتخب فرنسا لكرة قدم السيدات (بالفرنسية: Équipe de France féminine de football، وأحياناً Féminin A) هو فريق كرة قدم يمثل فرنسا في المباريات العالمية لكرة قدم السيدات، وتتم ادراة هذا المنتخب من قبل اتحاد فرنسا لكرة القدم (FFF) وينافس كعضو من الاتحاد الأوروبي لكرة القدم في مختلف البطولات العالمية لكرة القدم مثل كأس العالم لكرة القدم للسيدات، وبطولة أمم أوروبا لكرة القدم للسيدات، ودورة الألعاب الاولمبية الصيفية، وكأس الغارفي.